# Séparation de couche limite
 (janvier 2018).
Si vous disposez d'ouvrages ou d'articles de référence ou si vous connaissez des sites web de qualité traitant du thème abordé ici, merci de compléter l'article en donnant les références utiles à sa vérifiabilité et en les liant à la section « Notes et références ».
La séparation de la couche limite (ou décollement) est un effet qui apparaît autour d'un corps en mouvement dans un fluide quand la couche limite du fluide ne suit plus les contours de ce corps.

## Deux types de séparations
Il y a séparation (ou décollement) de la couche limite se développant sur un corps lorsque les lignes de courant contournant ce corps ne suivent plus la paroi de ce corps. Ceci peut arriver :
1. Si le corps présente une discontinuité géométrique (des formes trop abruptes ou anguleuses) : on parle alors de "décollement inertiel"[2][réf. incomplète] ;
2. Si, les formes du corps étant suffisamment tendues, la couche limite est confrontée à un gradient de pression adverse. On parle alors de séparation par « gradient de pression ».

Le premier type de séparation (ou décollement) s'observe à l'arrière d'un corps qui se termine brutalement (par une section vive), comme le fuselage cylindrique d'une fusée qui se termine par un culot. Comme les lignes de courant qui longent ce fuselage ne peuvent prendre un virage à angle droit, elles continuent tout droit par inertie. Le même phénomène se produit lorsqu'un corps plan est creusé d'une cavité : les lignes de courant passent au-dessus de cette cavité (sans y descendre) et retrouvent la paroi du corps en aval de celle-ci.
Le deuxième type de séparation peut se produire alors même que la surface du corps a très peu de courbure (comme à l'arrière d'un profil d'aile). Ce type a été plus difficile à comprendre par les premiers mécaniciens des fluides ; Ludwig Prandtl l'a expliqué à propos de la crise de traînée de la sphère et du cylindre.

## Séparation inertielle sur des arêtes vives
L’exemple le plus simple de ce type est le décollement de couche limite qui se produit au franchissement de l’arête du culot d’une remorque de poids lourd : l’écoulement ne peut prendre ce virage à angle droit, il continue donc tout droit par inertie en laissant à l'arrière de la remorque une zone d’eau morte dépressionnaire.
Les décollements sur les marches montante et descendante sont un autre exemple (première image de la galerie ci-dessous). L'animation d'un courant d'eau dans du sable (deuxième image) donne un exemple du décollement en aval d'une marche descendante.
Le fait que l’écoulement décolle inertiellement sur une arête vive ne signifie cependant pas qu’il ne peut pas se réattacher un peu plus en aval à la surface du corps (on dit aussi "se recoller" ou "recoller"). C’est ce que l’on observe sur les marches montante et descendante et dans le deuxième cas de la troisième image ci-dessous (écoulement 2D sur un pentagone), où l’écoulement se réattache juste avant l’arête suivant celle ayant suscité le décollement (ceci au Reynolds transversal 10 000).
On observe également ce type de décollements inertiels au franchissement des arêtes vives des faces avant de poids-lourds.
Le décollement au franchissement de ces arêtes vives fait naître une poche d’eau morte immédiatement en aval de la face avant, cette poche augmentant la largeur vue par l’écoulement du véhicule et dégradant donc son {\displaystyle C_{x}}.
On prévient la formation de ces poches d’eau morte par le montage d’aubages de redirection qui approvisionnent ces poches d’eau morte dépressionnaires avec de l’air en surpression capté sur la face avant du véhicule (voir images ci-dessous).
Ainsi que le signale Hoerner dans son ouvrage Drag, les aubages de redirection placés à l'avant d'un corps, en plus de prévenir la formation de poches d’eau morte, sont l'objet d’efforts aérodynamiques qui tendent à tirer le véhicule en avant, diminuant encore la traînée,.
La dernière image de la galerie ci-dessous illustre la poche d'eau morte qui se forme immédiatement en aval de la tête plate d'un cylindre placé axialement dans un écoulement. Ce cylindre à tête plate se comporte comme une marche montante de révolution : la poche d'eau morte qui se forme est relevée longue de 1,5 à 1,6 diamètres aux Reynolds allant de {\displaystyle 6\;10^{4}} à {\displaystyle 5\;10^{5}}.

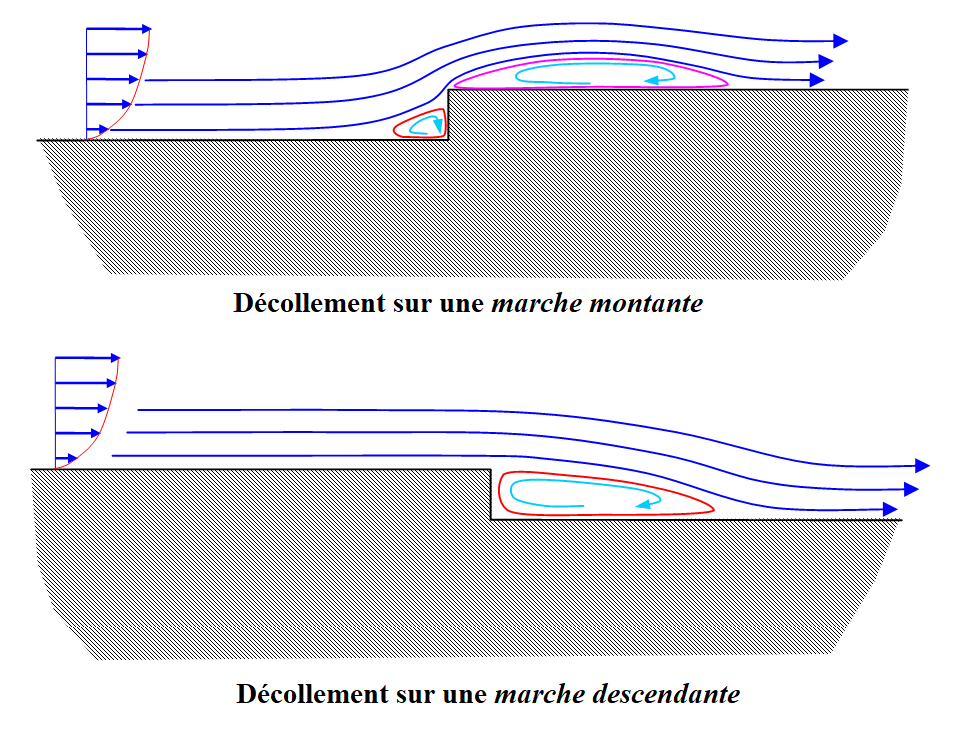
Décollement sur marche montante et descendante.
Exemple de décollement en aval d'une marche descendante.
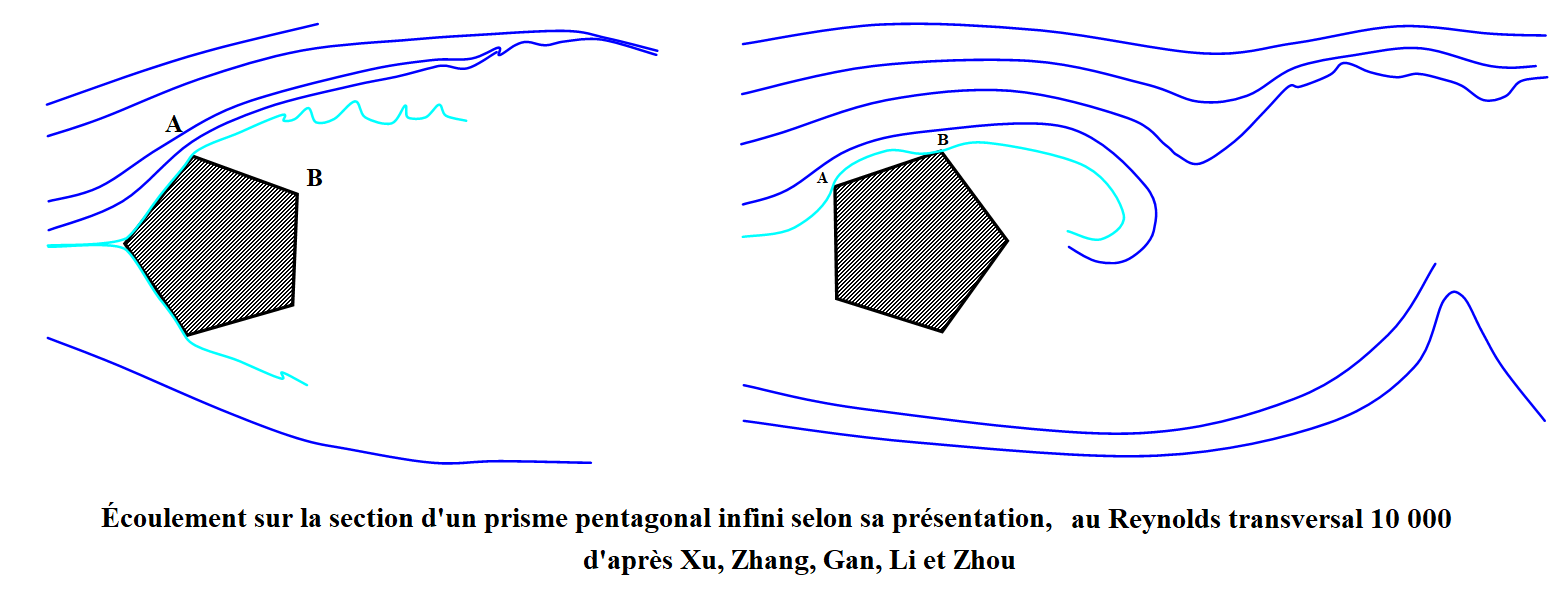
Écoulement sur la section d'un pentagone selon sa présentation, au Reynolds transversal 10 000 (noter le réattachement pour la deuxième présentation).
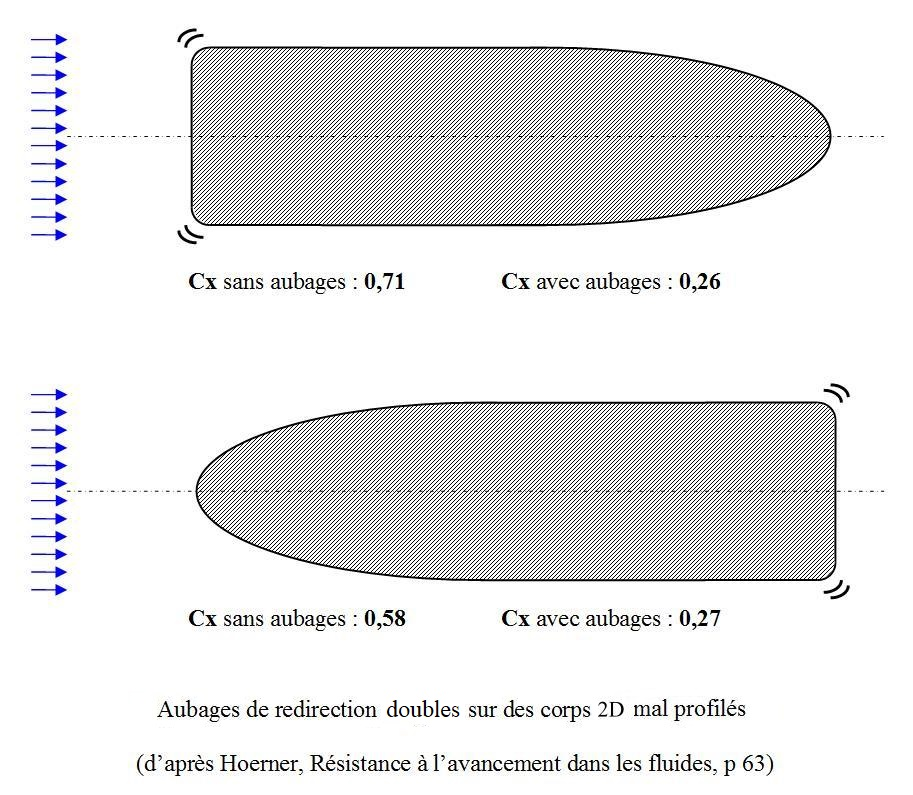
Aubages de redirection sur des corps 2D mal profilés, d'après Hoerner, les {\displaystyle C_{x}} avec ou sans aubages sont indiqués.
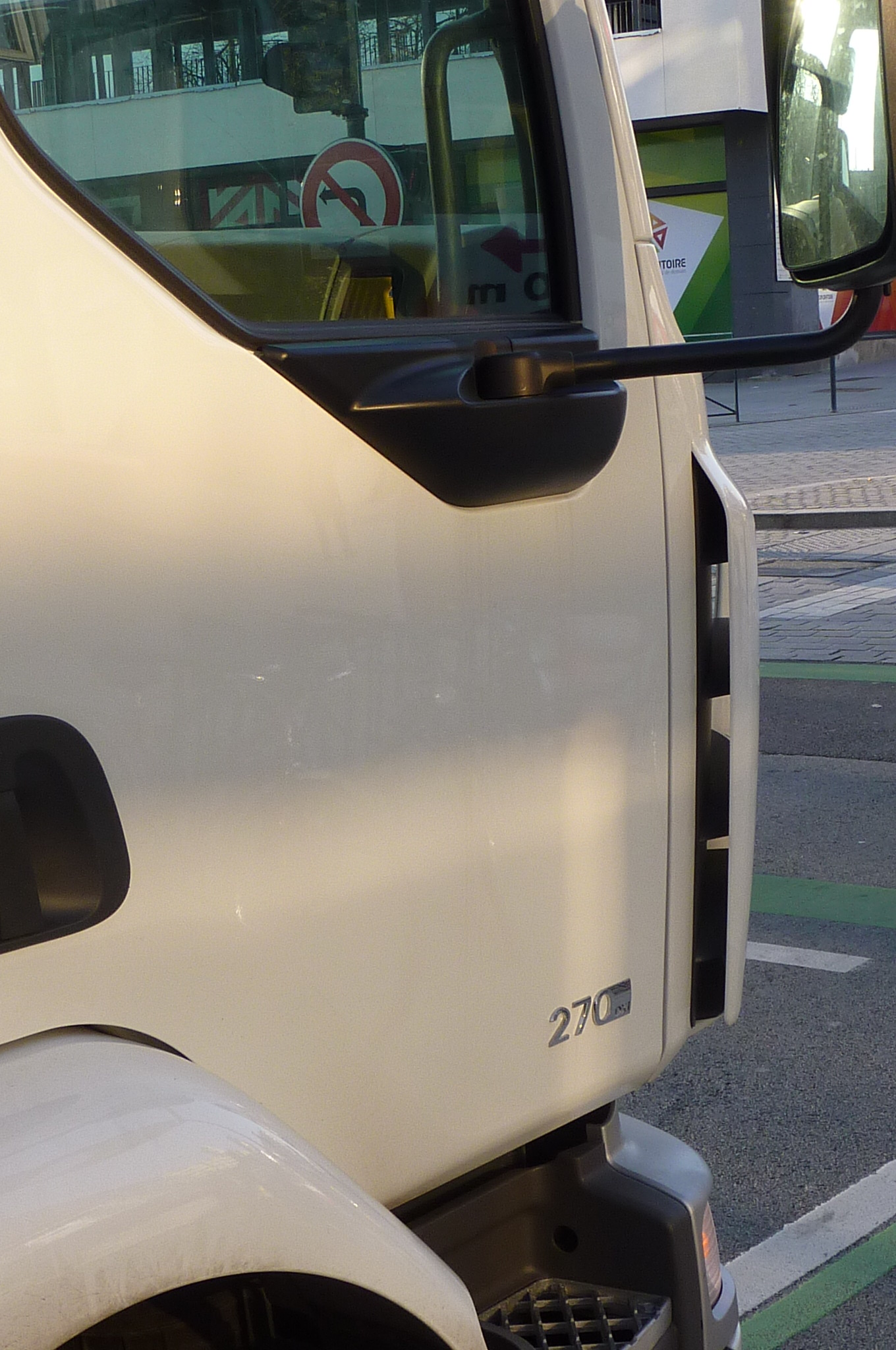
Aubage redirecteur posé à l’avant d’un camion.
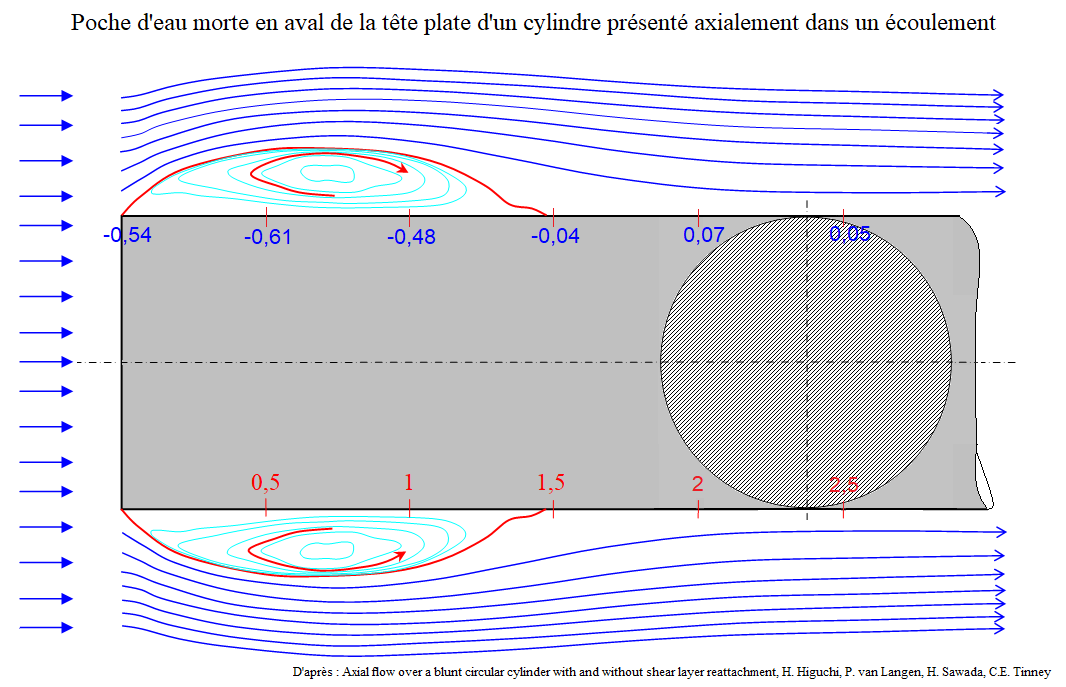
Poche d'eau morte en aval de la tête plate d'un cylindre présenté axialement.

Le même phénomène de décollement inertiel avec réattachement en aval se produit lorsqu'un corps profilé est creusé d'un trou ou d’une cavité : les lignes de courant passent par-dessus cette cavité (sans y descendre) et se réattachent à la paroi du corps immédiatement en aval de la cavité. Hoerner indique à la page 89 de l’édition française de son ouvrage Drag que « les trous cylindriques percés dans le revêtement d’un avion présentent une traînée relativement petite, correspondant à un coefficient de traînée de l’ordre de {\displaystyle C_{x\pi D^{2}/4}=0,01} ({\displaystyle C_{x\pi D^{2}/4}} étant le {\displaystyle C_{x}} basé sur la section du trou, soit  {\displaystyle \pi D^{2}/4} s’il s’agit d’un trou de diamètre {\displaystyle D}) ».
Le phénomène de décollement inertiel se produit de même au-dessus des cavités rectangulaires percées dans le revêtement d’un avion ; les travaux de divers chercheurs, indiquent que ces cavités rectangulaires présentent un {\displaystyle C_{x}} alaire qui peut être 4 à 6 fois plus fort que le Coefficient de friction {\displaystyle C_{f}} local tel qu’il aurait été mesuré en l’absence de la cavité. Ce coefficient multiplicateur (4 à 6) diminue d’ailleurs pour les cavités plus profondes du fait de la mise en place d’un système de tourbillons fixes.
Les joints de portes et de haillon d’automobiles sont des exemples de telles cavités au-dessus desquelles se produit un détachement inertiel de l’écoulement, ainsi que, à plus grande échelle, les passages de roues (avant et arrière) des automobiles.
L’écoulement au-dessus de telles cavités peut être légèrement amélioré en arrondissant l’arête aval (mais il est beaucoup dégradé si l’on arrondit l’arête amont).
Un autre exemple de détachement inertiel est le détachement en saute-vent qui se produit en aval du pare-brise d’une voiture décapotable : l’écoulement passe au-dessus de l’habitacle (ouvert) et des passagers.

## Séparation par gradient de pression

### Séparation laminaire (ou turbulente)

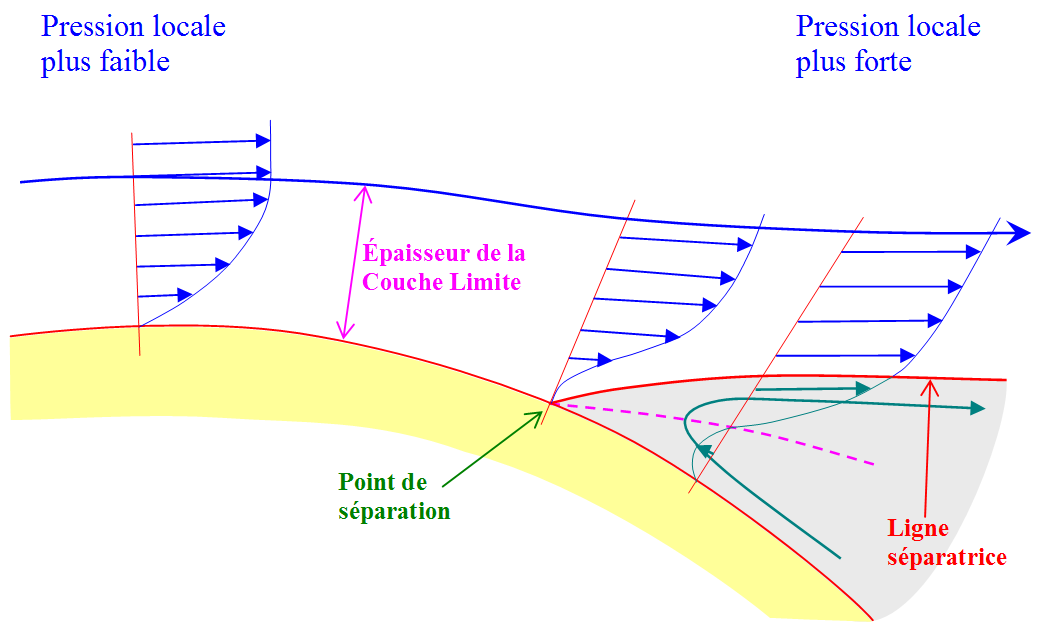
Décollement de la couche limite.

L'écoulement sur l'aval d'un corps (une aile, un corps profilé ou non) crée en général une couche limite laminaire. Une fois passé le maître-couple du corps, cependant, le coefficient de pression de l'écoulement s'accroît à mesure que l'on approche du culot du corps, pour rejoindre la pression ambiante. C'est-à-dire que le gradient de la pression est positif. On dit que ce gradient de pression est adverse, dans la mesure où les pressions dans la couche limite sont plus fortes en aval qu'en amont (elles vont croissant vers l'aval : on appelle cela la recompression). En conséquence, la pression locale en un point donné de la couche limite à la surface du corps est donc légèrement inférieure à la pression plus en aval. Cette légère surpression aval peut alors aboutir à l'intrusion de la pression aval sous la couche limite, ce qui provoque son décollement.
Si ce décollement s'est produit dans (ou sous) une couche limite laminaire, on le nomme décollement laminaire (ou séparation laminaire).
Ceci étant, si la couche limite a effectué sa transition depuis le régime laminaire jusqu'au régime turbulent (on dit alors que la couche limite est turbulente), cette couche limite turbulente est formée de nombreux petits tourbillons. Lorsque l'on mesure la vitesse moyenne dans la couche limite turbulente, on trouve un profil beaucoup plus « plein » que le profil de la couche limite laminaire (près du corps, la vitesse de la couche limite turbulente est nettement plus forte). Les petits tourbillons de la couche limite turbulente sont donc dotés de plus d'énergie cinétique que les filets laminaires (plus paisibles) de la couche limite laminaire. Ainsi, ils résistent mieux à l'intrusion du gradient de pression adverse en provenance de l'aval, et la couche limite turbulente résiste elle aussi mieux aux décollements (s'il y a décollement, celui-ci se produira plus en aval). On parle alors de décollement turbulent ou séparation turbulente[réf. incomplète].
Pour simplifier, on dit parfois de façon mnémotechnique que la couche limite turbulente est « plus visqueuse » (elle colle mieux au corps).
Ce phénomène complexe a été expliqué en premier par Ludwig Prandtl à propos de la crise de traînée de la sphère et du cylindre : la transition de la couche limite depuis le régime laminaire jusqu'au régime turbulent à la surface de ces corps reporte plus en aval le décollement de leur couche limite, ce qui produit l'effet tout à fait contre intuitif que, lorsque la vitesse de l'écoulement augmente, leur Cx (et même leur traînée) diminue.
Il est important de penser que la séparation (ou le décollement) de la couche limite par gradient de pression n'est en rien un phénomène inertiel ; on peut même dire que c'est parce que la couche limite manque d'inertie (elle ne va pas assez vite) qu'elle ne peut résister à l'intrusion du gradient adverse de pression.

### Contrôle de la séparation par gradient de pression sur des ailes

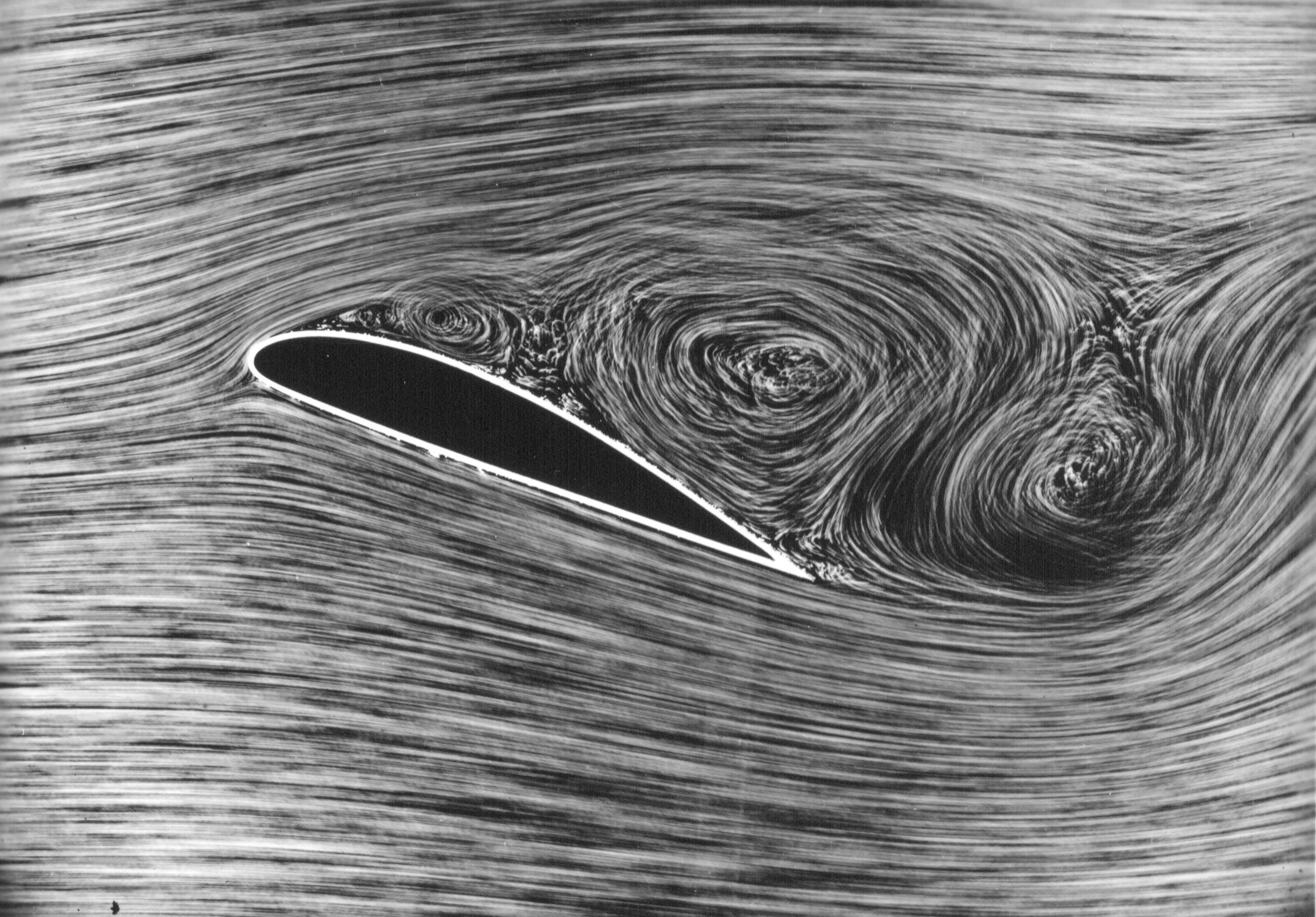
Séparation de la couche limite d'une aile en incidence trop forte.

Sur une aile d’avion, le décollement de couche limite se produit d’abord au bord de fuite puis progresse vers le bord d’attaque, au risque de concerner la totalité de la corde de l’aile et de provoquer le décrochage.
Par l'usage de turbulateurs, il est possible d'anticiper la transition de la couche limite depuis son régime laminaire jusqu'à son régime turbulent. L'état turbulent de la couche limite donne plus d'énergie cinétique à ses particules de fluide, spécialement près de la paroi. La couche limite turbulente résiste donc mieux à l'intrusion, sous elle, du gradient de pression adverse, ce qui évite la formation d'une bulle de séparation et le décollement. Cependant, comme l'importance de la bulle de turbulence dépend de l'angle d'incidence, il est difficile d'identifier l'endroit optimal où placer les turbulateurs sur la surface de l'aile.

### Exemples dans l'automobile

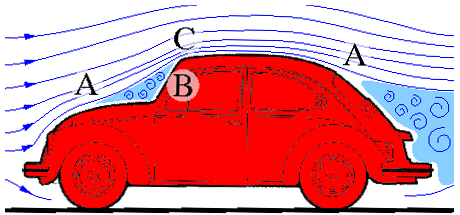
Courant avec les lignes de courant laminaire (bleu) pour une voiture (rouge) avec séparation de la couche limite (A) et bulle de séparation (B).

Sur le schéma ci-contre, en aval du point de séparation (A) de gauche se forme, entre le courant laminaire (en bleu, les lignes de courant) et le corps (en noir), une zone tourbillonnaire (en bleu clair, notée (B) ). À partir du point de séparation (A) de gauche, le courant laminaire rejoint cependant la surface du corps en un autre point (C), passant au-dessus de la zone tourbillonnaire (B) (que l'on appelle bulle turbulente). Le point (C) est nommé point de réattachement. Noter la similitude avec la bulle se formant devant la marche montante (image présentée plus haut).
Au culot de la voiture, se produit un autre décollement (ou séparation de la couche limite), au point (A) de droite. Ce décollement classique est nommé décollement de culot ou zone d'eau morte.
Si la formation de la bulle turbulente (B) n'est pas très pénalisante pour le {\displaystyle C_{x}} de la voiture, la très importante zone d'eau morte qui se forme à son culot suscite une très forte traînée (que l'on caractérise par le {\displaystyle C_{x}} de culot), ceci du fait que cette zone d'eau morte se trouve en forte dépression, ce qui tire la voiture en arrière.
Si l'on laisse de côté le cas évident de séparation de couche limite au-dessus de l'habitacle ouvert d'un cabriolet décapoté, on trouve encore de nombreux décollements de l'écoulement (ou séparations de couche limite) à la surface des automobiles :
- au-dessus de la calandre si l'angle avec le capot avant est trop vif ;
- sous le pare-chocs avant, de même, si l'angle avec le fond de la voiture est trop vif ;
- le long des montants du pare-brise où se développent deux tourbillons coniques qui contribuent ensemble pour ~5 % au {\displaystyle C_{x}} du véhicule[n 4] ;
- ainsi que partout, dans l'écoulement, où existent des marches montantes ou descendantes, même de faible hauteur, (marches que forment les montants de portière avec les vitres).

### Séparation alternée des couches limites

Séparation alternée des couches limites.

L'écoulement d'un fluide autour de certains corps mal profilés (cylindre circulaire infini présenté frontalement, prismes également infinis, ailes à 90° d'incidence, etc.) se caractérise par la séparation alternée de leurs couches limites (tribord et bâbord) sous la forme d'allée de tourbillon de Bénard-Karman. Les couches limites s'enroulent en effet alternativement pour donner naissance à des tourbillons d'axes parallèles à celui du cylindre et des prismes, chaque tourbillon créant les conditions de naissance d'un autre tourbillon de l'autre côté du cylindre ou des prismes. La fréquence avec laquelle ces tourbillons sont émis est dépeinte par un nombre sans dimension, le nombre de Strouhal.
Les décollements alternés de couches limites peuvent être source de bruit aérodynamiques ou même d’efforts cycliques induisant une vibration dangereuse du corps considéré.

## Utilisations et contrôles
Lorsque le pilote d’un aérodyne (avion, planeur) désire diminuer sa vitesse, il sort (plus ou moins) ses aérofreins. Ceux-ci provoquent le décollement de couche limite avec création d’une zone d’eau morte dépressionnaire à l’aval du frein, cette dépression augmentant notablement la traînée.

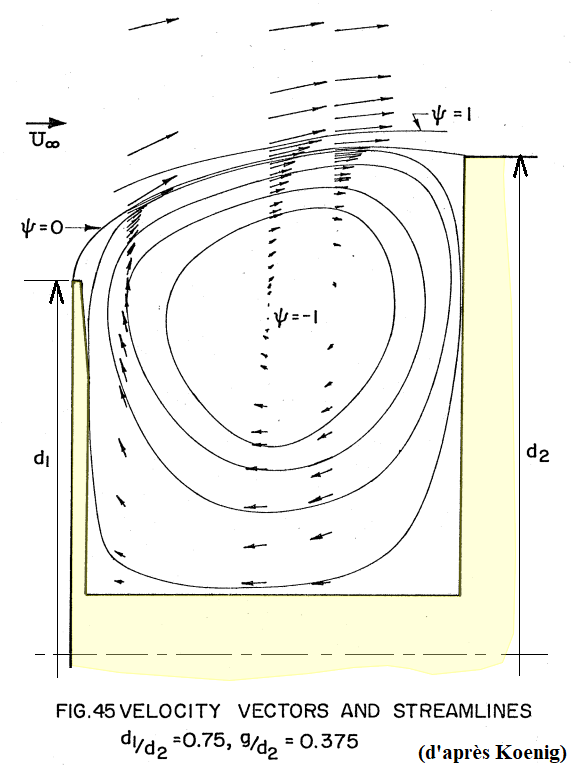
Écoulement en aval d'un disque précurseur pour Cx minimal, d'après Koenig.

Dans sa thèse,, Keith Koenig a prouvé que le {\displaystyle C_{x}} d'avant corps d'un cylindre circulaire de diamètre {\displaystyle D_{2}} pouvait passer de {\displaystyle 0,7} à {\displaystyle \approx 0,01} par l'installation d'un disque précurseur de diamètre {\displaystyle D_{1}=0,75D_{2}} entre {\displaystyle 0,25} et {\displaystyle 0,50D_{2}} devant la face avant de ce cylindre (le disque précurseur étant tenu par une hampe de petit diamètre). Le tourbillon torique qui s'installe entre le disque précurseur et la face avant du cylindre (image ci-contre) crée une sorte de tapis roulant qui carène l'ensemble.
Une autre utilisation des décollements de couche limite est la création, à l’arrière des poids lourds, de culot en marches successives. De même que dans les travaux de Koenig, des tourbillons toriques s’installent à demeure dans la concavité créée par chaque marche et se comportent comme des tapis roulants qui assurent le rétreint des lignes de courant derrière le poids lourd.
Différents procédés peuvent conduire à une suppression ou une limitation des décollements de couche limite, les procédés passifs (installation de turbulateurs, de déflecteurs ou de vannes de redirection) et les procédés actifs (soufflage de la couche limite, dispositifs piézo-électriques, etc.)

## Introduction du nombre de Reynolds
Comme d'habitude en mécanique des fluides, c'est encore un nombre sans dimension, le nombre de Reynolds, qui régente tous les cas évoqués dans cet article. Ici encore, on peut dire "À même nombre de Reynolds, même écoulement sur la même forme". C'est-à-dire qu'à mêmes nombres de Reynolds, deux écoulements sur une même forme manifesteront la même tendance au décollement de leur couche limite (ou au non-décollement).